# 西海警察署
西海警察署（さいかいけいさつしょ）は、長崎県西海市大瀬戸町にある、長崎県警察に所属する警察署の一つ。旧称大瀬戸警察署。

## 所在地
- 長崎県西海市大瀬戸町瀬戸樫浦郷162番地17
  - 地図を表示

## 管轄区域
- 西海市の崎戸町江島及び平島を除く全域。
  - 江島及び平島は新上五島警察署の管轄である。
  - かつては同じ西彼杵郡だった長崎市の一部（旧外海町）も管轄していたが、同町が長崎市へ編入された後の区域見直しで2005年（平成17年）稲佐警察署に移管、その後、2011年（平成23年）に時津警察署に移管されている。[1]

## 沿革
- 1876年（明治9年）- 瀬戸村樫ノ浦郷字綿刈屋に「屯所」を設置。
  - 所管区 - 神浦、雪浦、瀬戸、松島、多以良、七釜、面高、瀬川、大串、黒瀬、崎戸、平島の12村。
- 1878年（明治11年）- 「長崎警察署瀬戸分署」となる。
- 1882年（明治15年）11月1日 - 瀬戸村樫ノ浦郷に新庁舎が完成。
- 1888年（明治21年）- 巡査駐在所を6ヶ所設置。
- 1906年（明治39年）- 崎戸・松島・黒瀬の3村で石炭の採掘がさかんになり、住民の請願で各村に巡査部長派出所を設置。平島地区を有川警察署に移管。
- 1907年（明治40年）頃 - 面高村に巡査部長派出所を設置。
- 1924年（大正13年）3月 - 新庁舎が完成。
- 1926年（大正15年）4月 - 長崎警察署から独立し、「瀬戸警察署」に昇格。
- 1937年（昭和12年）4月1日 - 崎戸村に警部補派出所を設置。
- 1948年（昭和23年）
  - 2月1日
    - 「国家地方警察西彼北地区警察署」[2] が設置。所管区は黒崎・三重・村松・長浦・亀岳・神浦・雪浦・松島・多以良・七釜・面高・瀬川・大串の13村。
    - 自治体警察として、「瀬戸町警察署」・「黒瀬村警察署」・「崎戸町警察署」が設置される。

  - 9月22日 - 国家地方警察西彼中地区警察署（現・時津警察署）の新設に伴い、黒崎・三重・村松・長浦・亀岳の5村を移管する。
- 1949年（昭和24年）
  - 4月1日 - 黒瀬村警察署が町制施行により、黒瀬町警察署に改称。
  - 7月1日 - 黒瀬町警察署が町名変更により、大島町警察署に改称。
- 1951年（昭和26年）10月1日 - 瀬戸町警察署と大島町警察署が廃止され、国家地方警察西彼北地区警察署が「国家地方警察瀬戸地区警察署」に改称。
- 1954年（昭和29年）7月1日 - 長崎県警察の所管する「瀬戸警察署」に改称。
- 1955年（昭和30年）3月 - 町村合併により、「大瀬戸警察署」に改称。
- 1961年（昭和36年）- 大串村を時津警察署へ移管。
- 1963年（昭和38年）- 西海村面高部長派出所を廃止し、同村黒口に巡査部長派出所を新設。
- 1968年（昭和43年）7月1日 - 大崎[3] 警察署の新設により、大島町を移管。
- 1971年（昭和46年）9月1日 - 大崎警察署の廃止により、大崎町・崎戸町を管轄区とする。
- 1972年（昭和47年）- 崎戸町平島駐在所を有川警察署に移管。
- 1973年（昭和48年）10月 - 大瀬戸町雪浦駐在所、西海町黒口駐在所を新築。崎戸町派出所を駐在所に転換。
- 1975年（昭和50年）6月18日 - 現在地に庁舎を新築し、移転。
- 2005年（平成17年）4月1日 - 西彼杵郡北部5町が合併して西海市が発足したのに伴い、大瀬戸警察署から改称。同時に旧外海町の区域を稲佐警察署に移管した。

## 内部組織[4]
- 警務課
  - 警務係
- 会計課
  - 会計係
- 刑事生活安全課
  - 捜査係
  - 鑑識係
  - 生活安全係
- 地域交通課
  - 企画指導係
  - 地域第一係
  - 地域第二係
  - 地域第三係
  - 交通係
- 警備課
  - 警備係

## 交番
- 交番数 --- 1 （2011年（平成23年）4月現在）（　　）内は読み方と所在地。
  - 大崎交番（西海市大島町1918番地7、北緯33度2分11.6秒 東経129度37分7.3秒）
    - 旧大島交番、2006年（平成18年）崎戸警察官駐在所の廃止に伴い、その所管区であった蠣浦郷（かきのうら）・本郷が移管され、名称変更。大島の「大」と崎戸の「崎」を合わせている。

## 警察官駐在所
- 駐在所数 --- 8 （2011年（平成23年）4月現在）（　　）内は読み方と所在地。
  - 雪浦警察官駐在所（ゆきのうら、西海市大瀬戸町雪浦下郷1360番地8、北緯32度55分9.4秒 東経129度39分53秒）
  - 松島警察官駐在所（まつしま、西海市大瀬戸町松島内郷1298番地1、北緯32度56分17.4秒 東経129度36分54.2秒）
  - 七釜警察官駐在所（ななつがま、西海市西海町中浦北郷866番地5、北緯33度1分2.2秒 東経129度39分15.8秒）
  - 太田和警察官駐在所（おおたわ、西海市西海町太田和郷3288番地20、北緯33度2分36.9秒 東経129度39分36.1秒）
  - 横瀬警察官駐在所（よこせ、西海市西海町横瀬郷3923番地3、北緯33度4分56.3秒 東経129度42分5.8秒）
  - 亀岳警察官駐在所（かめだけ、西海市西彼町喰場郷154番地8、北緯32度59分12.5秒 東経129度46分14.4秒）
  - 小迎警察官駐在所（こむかえ、西海市西彼町小迎郷2517番地6、北緯33度2分37.1秒 東経129度44分30.8秒）
  - 大串警察官駐在所（おおくし、西海市西彼町大串郷1913番地17、北緯33度0分6.1秒 東経129度43分50秒）

## 警備艇

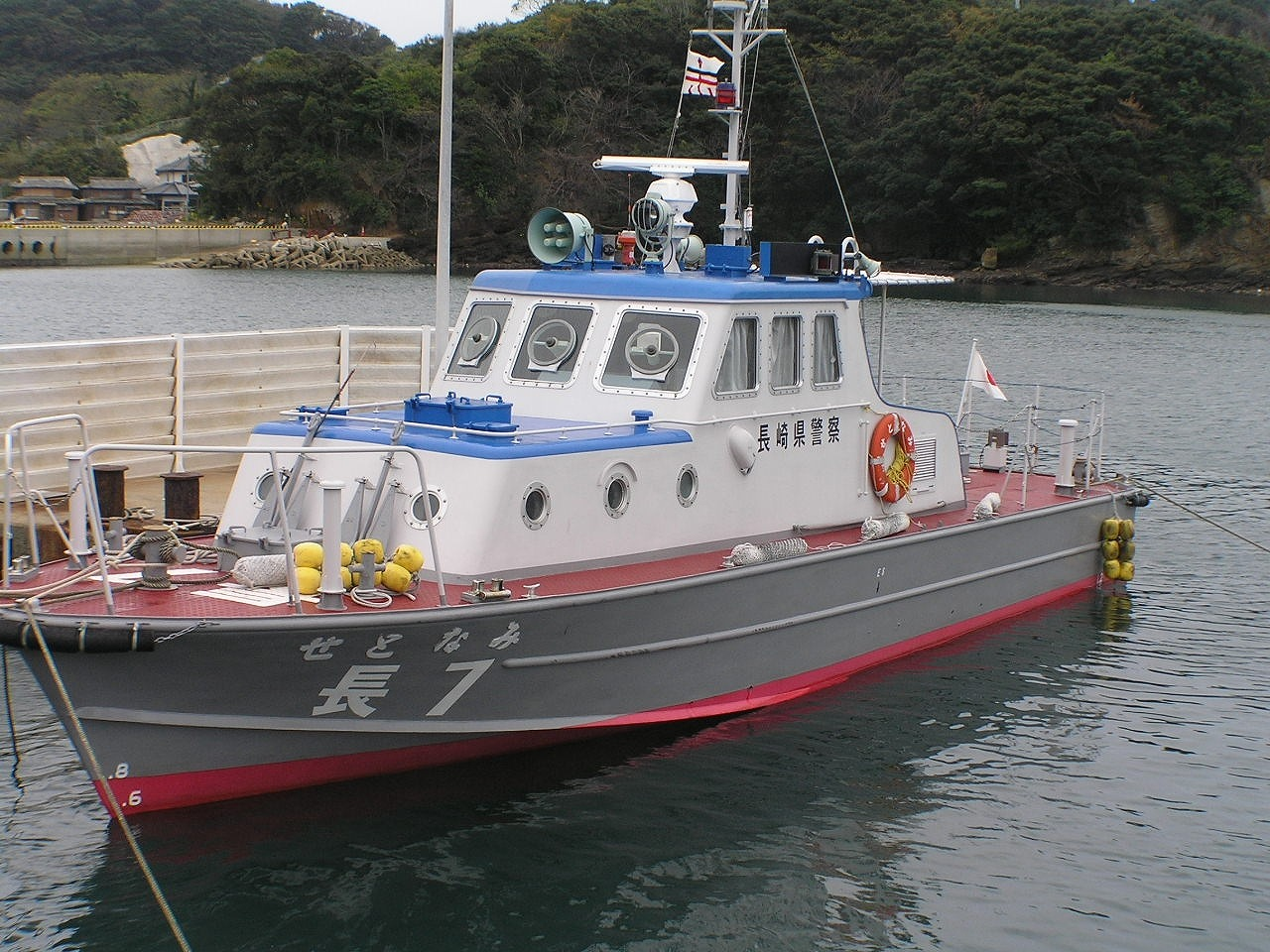
警備艇せとなみ

- せとなみ 長7 （13.00t）

## 運転免許の即日交付
- 長崎県内で運転免許の即日交付が可能な警察署の中の1つである[5]。

## 廃止された交番・駐在所
（　）は読み、所在地だった場所。---は廃止後に所管区が移された交番・駐在所を表す。
- 2006年（平成18年）
  - 崎戸警察官駐在所（さきと、西海市崎戸町蠣浦郷1791）---大崎交番